# 唐长红
唐长红（1959年1月6日—），男，陕西蓝田人，中国飞行器设计专家，运-20总设计师，中国工程院院士。

## 生平
1982年7月毕业于西北工业大学空气动力学专业，进入中航工业第一飞机设计研究院（原603所）工作。1989年于北京航空航天大学取得固体力学硕士学位。
2000年被任命为歼轰七A总设计师。2010年获评中航集团公司飞行器技术首席技术专家。2013年入选“中国科学年度新闻人物”。2015年11月，因工作变动，辞去中航飞机股份有限公司总设计师职务。
2011年当选中国工程院院士。2018年1月当选第十三届全国政协委员。